# Вернер Костянтин Антонович
Костянтин Антонович Вернер (9 (21) лютого 1850, м. Немирово (нині Немирів, Вінницької області) Брацлавський повіт, Подільська губернія, Російська імперія — 31 липня (13 серпня) 1902, Москва, Російська імперія) — український статистик — агроном.

## Життєпис
Закінчив курс Миколаївського інженерного училища і, перебуваючи на військовій службі, був вільним слухачем Київського університету математичного факультету. Потім вступив до Петровської землеробської академії, але у 1876 році за подачу колективного студентського протесту, разом з В. М. Григор'євим і В. Г. Короленком засланий до Вятської губернії.
У 1877—1878 роках служив у лавах армії на Кавказі, де зазнав контузії.
У 1879 році склав іспит на звання кандидата сільського господарства.
З 1880 по 1884 рік служив помічником В. І. Орлова у статистичному відділенні московського губернського земства.
З 1884 по 1889 рік — завідувач статистичного відділення таврійського губернського земства.
З 1890 по 1893 рік перебував агрономом Степового генерал-губернаторства, потім, з 1993 по 1895 рік, служив по питомому відомству і в відділі сільської економії та сільськогосподарської статистики міністерства землеробства, був керівником сільськогосподарської статистики.
З 1895 по 1901 рік завідувач кафедри сільськогосподарської економії в Московському сільськогосподарському інституті, у 1984—1901 роках вів також курс сільськогосподарської статистики.
Похований на Ваганьковському кладовищі.

### Наукова діяльність
Перша друкована статистична робота Вернера: «Нарис господарства приватних землевласників у Борисоглібському повіті» — результат поїздки в 1880 році, спільно з В. І. Орловим, до Тамбовської губернії («Сборник статистических сведений по Тамбовской губернии», т. I).
Для Московського земства Вернер склав у 1882 році цікавий нарис приміського селянського господарства, описав крохмале-патоковий промисел Московської губернії, м'ясний і хлібний ринок у Москві, а в 1883 році надрукував велику працю про приватновласницьке господарство у 6 повітах Московської губернії («Сборник статистических сведений по Московской губернии». Т. V, вип. 2), яка довго служила зразком в області земської статистики приватного господарства.
У 1890 році Вернер опрацював відомості про кустарні промисли Богородського повіту («Земський Щорічник»).
У Таврійській губернії Вернер дослідив селянське господарство по всій губернії. У співпраці з С. А. Харізоменовим Вернер написав текст по Мелітопольському повіту (1887), потім редагував зведену «Памятную Книжку» (1889). При опрацюванні даних по Таврійській губернії разом з відомим статистиком С. А. Харізоменовим вперше застосував прийом угруповання селянських господарств за величиною посіву.
У 1888 році випустив збірник поточної статистики із застосуванням експедиційного методу.
Професор Вернер двічі друкував курс своїх лекцій («Сільськогосподарська Економія», 1901).
З 1900 року увагу Вернера привертають питання історії сільського господарства. Низку його статей з цього предмету надруковано в «Господарі», «Віснику сільського господарства», «Працях 1-го з'їзду місцевих агрономів» (1901) і, частково після смерті автора (за участю вдови Вернера в переробці матеріалів), у «Сільському Господарстві та Лісоводстві» (статті про Стародавній Рим, 1903 і про Артура Юнге, 1904) і в «Известиях Московского Сельскохозяйственного института». У «Віснику Європи» Вернер надрукував статтю «Неурожаи и наше сельское хозяйство» (1893), в якій зазначалося, що Росія вивозить за кордон не надлишок свого хліба, а частину власного споживання.

#### Авторство в енциклопедіях
Вернер є одним із авторів у наступних енциклопедіях:
- «Енциклопедичний словник Брокгауза і Ефрона» — по відділу географії;
- «Полная энциклопедия русского сельского хозяйства и соприкасающихся с ним наук. — СПб.: Издание А. Ф. Девриена, 1902.

## Основні праці
- Вернер К. А. Очерк хозяйства частных землевладельцев в Борисоглебском уезде // Сборник статистических сведений по Тамбовской губернии. — Т. I.
- Вернер К. А. ? ? ? // Сборник статистических сведений по Московской губернии. Т. V, вип. 2.
- Вернер К. А. ??? // Земский ежегодник. 1890.
- Вернер К. А., Харизоменов С. А. Сборник статистических сведений по Таврической губернии Мелитопольского уезда. — X. II., 1884.
- Памятная Книжка / Под ред. К. А. Вернера. 1889.
- Вернер К. А. Сельскохозяйственная Экономия. Курс, читанный в Московском Сельскохозяйственном Институте. — 2-е изд.  — М.: изд. Д. П. Мазуренко, 1901.
- Вернер К. А. Неурожаи и наше сельское хозяйство // Вестник Европы, 1893.